# Namulamia Island
Namulamia Island är en ö i Kenya.   Den ligger i länet Busia, i den västra delen av landet, 400 km väster om huvudstaden Nairobi.